# Trickster (muzician)
Trickster (nume real: Juergen Pichler; n.  ?) este un muzician austriac rezident în Marea Britanie, cunoscut pentru stilul său muzical eclectic.

## Cariera muzicală
Trickster a debutat în noiembrie 2022 cu single-ul Thank Fuck It's Christmas, în care a cântat alături de Royal Philharmonic Orchestra o melodie nesigură pentru audiere la locul de muncă, plină de înjurături, reflectând tensiunile și stresul acelui an. Versurile au fost scrise de Guy Chambers (compozitorul și producătorul lui Robbie Williams), în colaborare cu comediantul Steve Furst și Trickster însuși. Descris drept „singurul cântec de Crăciun care ar fi putut apărea din 2022”, versurile sale au vizat factorii problematici ai acelui an, cum ar fi activitatea guvernului britanic, criza costului vieții, pandemia, ultrabogații care încearcă să se mute pe Marte.
A fost lansată și o versiune curată intitulată Praise Be It’s Christmas, cele două videoclipuri ale sale devenind virale, cu milioane de vizualizări pe YouTube. Unul dintre aceste videoclipuri muzicale a fost regizat de Phil Griffin (cunoscut pentru munca sa cu Amy Winehouse, Diana Ross, Paul McCartney), iar celălalt, filmat în Alpii Elvețieni, a fost regizat de Norbert Blecha (Requiem pentru Dominic, Wolfsliebe).
Banii strânși din ambele melodii au fost donați de Trickster unor organizații caritabile care se ocupă de bunăstarea copilului și foamea socială. Sub motto-ul „real change is no joke” („schimbarea reală nu e o glumă”), Trickster și echipa sa au distribuit produse alimentare câtorva bănci de alimente din Regatul Unit. South-West Belfast Foodbank, în una din cele mai defavorizate zone, a primit un stimul și aprovizioare importantă prin această campanie (însă aproape au ratat-o deoarece, inițial, au crezut că e o glumă proastă, având in vedere cantitatea neașteptată direcționată către această zonă defavorizată a țării). Atenția specifică la detalii precum valoarea nutrițională a mâncării a fost explicată de cântăreț prin propriile experiențe din copilărie cu insecuritatea unei nutriții adecvate.
În aceste videoclipuri muzicale, identitatea reală a lui Trickster a fost ascunsă cu ajutorul animației, provocând speculații despre cine ar putea fi. Unii se întrebau dacă este vorba de co-scriitorul versurilor Steve Furst sau vreo personalitate publică populară cu care Guy Chambers a lucrat anterior sau vreun fost nume celebru cu niște polițe de plătit.
În mai 2023, Trickster a lansat single-ul Still Kicking, inspirat de un accident de mașină căruia i-a supraviețuit în 2017 în sudul Franței, cu o muzicalitate descrisă ca fiind inspirată de rock alternativ de la sfârșitul anilor '90, americana și peisaje sonore cinematografice. Piesa a fost produsă de Guy Chambers, Richard Flack și Trickster. Videoclipul îl prezintă pe cântăreț fără nicio animație care să îi ascundă fața și, alături de povestea din spatele melodiei, mai multe informații au apărut în presă, menționând că este vorba de un austriac cu reședința în Marea Britanie.
În noiembrie 2023, Trickster a lansat single-ul „Silent Night” vs „Santa Claus Is Coming To Town”, un melanj al celor două cântece clasice de Crăciun, în colaborare cu grupul vocal The Swingles. Cu această ocazie, în presă a apărut și numele real al acestui cântăreț, Juergen Pichler (proprietar al acestui brand Trickster). El era deja cunoscut ca și producător muzical al mai multor trupe și cântăreți (precum formația austriacă Hunger), precum și ca compozitor (precum Olé Hola al lui Patrick Lindner). De asemenea, susținuse inițiative caritabile, precum „Opriți mafia cățeilor” în Austria.
Pe 23 aprilie 2024 (de ziua Sfântului George, cu semnificație specială în Anglia), Trickster și-a lansat propria versiune a imnului național God Save the King, înregistrată împreună cu Royal Philharmonic Orchestra la studiourile Abbey Road. A menționat că a dorit să creeze această versiune pentru a-și exprima afecțiunea pentru Regatul Unit. Piesa e prima înregistrată pentru Regele Charles de către un străin. În faza de producție, când se întorcea din Portugalia ca și co-pilot pe un elicopter, a trebuit să facă o aterizare de urgență pe o fermă din nord-vestul Spaniei, ca urmare a unor dificultăți tehnice.
În mai 2024, Trickster a anunțat la Cannes proiectul unui film thriller de aventura numit Travel Agents (producător: Norbert Blecha), vag bazat pe povestea vieții sale, cu un buget de 85 de milioane de lire sterline. El va fi producătorul executiv și se va juca pe sine însuși în film. De asemenea, va colabora cu Guy Chambers în crearea coloanei sonore a filmului. Inițial, un rol major în film a fost acordat lui Gérard Depardieu, ceea ce ar fi însemnat reîntoarcerea sa pe scenă după o pauză de trei ani (determinată de arestarea sa ca urmare a acuzațiilor de asalt sexual). Însă, dată fiind controversa iscată de această implicare, producătorii și-au reconsiderat decizia și și-au retras această alegere.

## Discografie
- Thank Fuck It's Christmas (Single, 2022)
- Still Kicking (Single, 2023)
- "Silent Night" vs "Santa Claus Is Coming To Town" (Single, 2023)
- Be Careful What You Wish For (Single, 2024)
- God Save the King (Single, 2024)